# Serenada
Serenada este un film românesc din 1968 regizat de Radu Igazsag.